# Muhammad Ali Sorcar
Muhammad Ali Sorcar (* 21. November 1960) ist ein bangladeschischer Diplomat.
Er ist verheiratet und hat zwei Kinder.
1983 wurde er Bachelor of Medicine, Bachelor of Surgery (MBBS) am Mymensingh Medical College der Universität von Dhaka.
1991 wurde er Master des Völkerrechts und der Diplomatie an der Fletcher School of Law und Diplomatie, Tufts University, Medford, Massachusetts, USA. 1992 absolvierte er eine Fortbildung im Bereich Öffentliche Verwaltung an der Kennedy School of Government, Harvard University, Boston, Massachusetts, USA.

## Werdegang
Im Dezember 1989 trat er in den auswärtigen Dienst und wurde in der Abteilung Westeuropa beschäftigt.
Von Mai 1995 bis Dezember 2001 war er Gesandtschaftssekretär erster Klasse nächst dem UNO-Hauptquartier.
Er war Koordinator der Am wenigsten entwickelten Länder (LDC) der Vereinten Nationen
Von 2000 bis 2001 war er Vertreter im Sicherheitsrat der Vereinten Nationen.
Von Januar 2002 bis September 2004 war er Direktor der Abteilung Vereinte Nationen im Außenministerium (Bangladesch), wo er diplomatischen Initiativen im Zusammenhang mit der Forderung Bangladeschs auf dem Festlandsockel des Golf von Bengalen betreute.
Von Oktober 2004 bis Februar 2006 war er Gesandte an der Botschaft in Brüssel.
Von März 2006 bis November 2008 war er ständiger Vertreter im Hauptquartier der Vereinten Nationen.
Er schrieb eine Analyse über Bangladeschs Anspruch auf das Kontinentalschelf des Golf von Bengalen an der Universität von New Hampshire, USA.
Von Dezember 2008 bis Oktober 2010 war er Generaldirektor der Abteilung Internationale Organisationen und Amerika im Außenministerium (Bangladesch).
Von Oktober 2010 bis Oktober 2013 war er Botschafter in Den Haag (Niederlande) und gleichzeitig akkreditierter Botschafter in Warschau (Polen), Zagreb, (Kroatien) und Sarajewo, (Bosnien und Herzegowina).
Von November 2013 bis Oktober 2016 war er Botschafter in Berlin und gleichzeitig akkreditierter Botschafter in Wien, Österreich, Prag, Tschechien, Budapest (Ungarn), Ljubljana (Slowenien) und Bratislava (Slowakei).